# Орловская областная научная универсальная публичная библиотека имени И. А. Бунина
Орловская областная научная универсальная публичная библиотека им. И. А. Бунина (до 1992 года — им. Н. К. Крупской; в обиходе — Бунинка) — старейшая и крупнейшая библиотека Орла и Орловской области, ведущая свою историю от учреждённой в 1833 году орловской губернской публичной библиотеки.
Универсальный фонд библиотеки насчитывает не менее 600 000 печатных, аудиовизуальных и электронных документов, выписывает около 500 наименований журналов и газет. Ежегодно в фонды поступает до 12 000 новых документов.
В структуре библиотеки функционирует 16 отделов со штатом 124 человека. Ежедневно библиотека обслуживает до тысячи пользователей, её постоянными читателями являются более 25 тысяч человек. Ежегодно учреждение выдаёт около одного миллиона экземпляров документов. Помимо традиционных методов обслуживания читателей, библиотека использует современные технологии.
В библиотеке представлены редчайшие издания, в том числе, рукописные: «Минея» конца XV века, Евангелие, изданное в 1600 году в типографии Мамоничей, книги петровской эпохи, прижизненные издания: «Россиада» Хераскова, «Собрания разных сочинений в стихах и прозе…» Ломоносова, «История Пугачёва» Пушкина, книги с автографами, произведения полиграфического искусства разных лет.

## История
- 30 июля 1833 — указ орловского губернатора А. В. Кочубея об учреждении в Орле губернской публичной библиотеки.
- 18 декабря 1838 — открытие библиотеки для публики.
- декабрь 1841 — в связи с незначительностью читательских пожертвований библиотека перестаёт обслуживать читателей. Фонды библиотеки сохраняются.
- 1850 — из здания училища детей канцелярских служителей библиотека переводится в арендованный губернским предводителем дворянства флигель при частном доме письмоводителя канцелярии титулярного советника Горохова.
- январь 1858 — по инициативе губернатора В. И. Сафоновича библиотека вновь открывается для публики.
- 1866 — библиотека вторично закрывается.
- 1897 — при поддержке губернатора А. Н. Трубникова в здании губернского правления открывается библиотека-читальня для чиновников. Читателям предлагается около 700 экземпляров изданий, сохранившихся от фондов публичной библиотеки.
- 1917 — национализация библиотеки.
- 1918—1919 — появление в городе двух библиотек: губернской центральной и центральной городской. В основу их фондов ложатся книги из национализированных общественных и частных библиотек Орла и помещичьих библиотек губернии.
- 3 мая 1920 — начало работы окончательно воссозданной централизованной губернской библиотеки.
- 1929 — орловские окружные власти обращаются к Н. К. Крупской с просьбой присвоить её имя библиотеке.
- 1937 — библиотека впервые официально упоминается под именем Н. К. Крупской.
- 1938 — библиотека реорганизуется из городской в областную.
- 1941 — незадолго до оккупации наиболее ценные экземпляры, хранящиеся в библиотеке, эвакуируются в Елец. Большая часть книжных фондов остаётся в Орле.
- ноябрь 1941 — политическая литература вывозится или изымается по решению оккупационных властей. Оставшаяся литература подвергается тщательному цензурированию.
- 29 июня 1942 — в здании областной библиотеки, рядом с немецкой политической школой, открывается абонемент городской библиотеки, подчинённой отделу просвещения городской управы.
- 1943 — перед отступлением из Орла немцы минируют здание библиотеки, но взорвать не успевают. Несмотря на это, здание всё же страдает от взрыва моста и упавшей рядом бомбы.
- 12 сентября 1943 — читальный зал библиотеки возобновляет работу.
- В 1940 году Петропавловский кафедральный собор был взорван. После войны на месте храма в Советском районе Орла долго были руины. В 1958 году на месте собора было построено здание для областной библиотеки им. Н. К. Крупской. Некоторые элементы собора сохранились в архитектуре библиотеки. Открытие библиотеки состоялось 28 февраля 1958 года.
- 1966 — библиотека получает статус научной.
- 15 октября 1992 — библиотеке присваивается имя И. А. Бунина.

## Структура
- Информационно-библиографический отдел
- Научно-методический отдел
- Отдел абонемента образовательный услуг
- Отдел автоматизации и множительных средств
- Отдел автоматизированной обработки документов и организации каталогов
- Отдел автоматизированной регистрации и учёта пользователей
- Отдел документов на иностранных языках
- Отдел искусств
- Отдел комплектования
- Отдел краеведческих документов
- Отдел основного книгохранения
- Отдел производственной литературы
- Отдел универсального читального зала, межбиблиотечного абонемента и электронной доставки документов
- Отдел электронных ресурсов
- Эксплуатационно-хозяйственный отдел